# (38755) 2000 QR227
2000 QR227 (asteroide 38755) é um asteroide da cintura principal. Possui uma excentricidade de 0.12789340 e uma inclinação de 2.27704º.
Este asteroide foi descoberto no dia 31 de agosto de 2000 por LINEAR em Socorro.